# Блумфілд (Індіана)
Блумфілд (англ. Bloomfield) — місто (англ. town) в США, в окрузі Ґрін штату Індіана. Населення — 2289 осіб (2020).

## Географія
Блумфілд розташований за координатами 39°1′35″ пн. ш. 86°56′14″ зх. д. / 39.02639° пн. ш. 86.93722° зх. д. (39.026261, -86.937289).  За даними Бюро перепису населення США в 2010 році місто мало площу 3,57 км², уся площа — суходіл.

## Демографія
Згідно з переписом 2010 року, у місті мешкало 2405 осіб у 1109 домогосподарствах у складі 628 родин. Густота населення становила 674 особи/км².  Було 1263 помешкання (354/км²).
Расовий склад населення:
| - 98,0 % — білих - 0,6 % — азіатів - 0,5 % — чорних або афроамериканців |

До двох чи більше рас належало 0,7 %. Частка іспаномовних становила 1,3 % від усіх жителів.
За віковим діапазоном населення розподілялося таким чином: 24,5 % — особи молодші 18 років, 57,0 % — особи у віці 18—64 років, 18,5 % — особи у віці 65 років та старші. Медіана віку мешканця становила 39,7 року. На 100 осіб жіночої статі у місті припадало 88,2 чоловіків;  на 100 жінок у віці від 18 років та старших — 84,9 чоловіків також старших 18 років.
Середній дохід на одне домашнє господарство  становив 50 431 долар США (медіана — 37 500), а середній дохід на одну сім'ю — 59 400 доларів (медіана — 49 139). Медіана доходів становила 52 000 доларів для чоловіків та 33 107 доларів для жінок. За межею бідності перебувало 15,3 % осіб, у тому числі 15,5 % дітей у віці до 18 років та 10,2 % осіб у віці 65 років та старших.
Цивільне працевлаштоване населення становило 1019 осіб. Основні галузі зайнятості: освіта, охорона здоров'я та соціальна допомога — 19,8 %, виробництво — 16,6 %, науковці, спеціалісти, менеджери — 14,9 %, роздрібна торгівля — 13,8 %.